# USS Barton (DD-599)
Pour les articles homonymes, voir USS Barton.
L'USS Barton (DD-599) était un destroyer de classe Benson en service dans la Marine des États-Unis pendant la Seconde Guerre mondiale. Il est nommé en l'honneur de l'Admiral John Kennedy Barton (en).
Sa quille est posée le 20 mai 1941 à Quincy par la société Bethlehem Steel, il est lancé le 31 janvier 1942, parrainée par Mlle Barbara Dean Barton, petite-fille de l'Admiral Barton. Le navire est mis en service le 29 mai 1942 sous le commandement du Lieutenant commander Douglas Harold Fox (en).

## Historique
Le Barton quitte la côte Est le 23 août 1942 pour le Pacifique, arrivant à Tongatapu, dans les îles Tonga, le 14 septembre 1942. En octobre, il participe au raid de Buin-Faisi-Tonolai (5 octobre) et à la bataille de Santa Cruz (26 octobre) où il abat sept avions japonais. Le 29 octobre, il secourt 17 survivants de deux avions américains abattus au large de l'île Fabre.
Après avoir atteint Guadalcanal le 12 novembre 1942 en ayant escorté un convoi d'approvisionnement jusqu'à l'île, le Barton reçoit l'ordre de rejoindre la force du Rear admiral Daniel J. Callaghan composée de cinq croiseurs et sept destroyers pour repousser une force de navires de guerre japonais se dirigeant vers Guadalcanal. Cet affrontement donne lieu à la bataille navale de Guadalcanal. C'est au cours de cette bataille qu'il est coulé dans la nuit du 13 novembre 1942 par des torpilles du destroyer japonais Amatsukaze. 164 hommes décèdent dans ce naufrage et 26 sont sauvés par des navires américains. 
La partie avant de l'épave du Barton a été découverte en 1992 par Robert Duane Ballard, la section de la coque et la superstructure avant de la chaufferie est retrouvée intacte. À ce jour, la section arrière n'a pas été localisée.

## Décorations
Le Barton a reçu quatre battle stars pour son service pendant la Seconde Guerre mondiale.